# Pieter Aertsen
Pieter Aertsen (Amesterdão, c. 1508 — Amsterdão, 1575) foi um pintor holandês no estilo do manierismo norte. 
Ele foi creditado como o inventor da “pintura de gênero”, estilo artístico que nasceu no século XVII e visa representar a vida cotidiana de maneira sombria e realista. Se tornou muito popular na Europa Católica, principalmente nos países baixos. Suas cenas de gênero influenciaram a pintura barroca flamenga.
Pieter foi muito ativo em sua cidade natal, Amsterdã, mas também trabalhou por um longo período em Antuérpia, na Bélgica. No entanto, o centro da sua vida artística foi na Holanda. 
Ele foi aprendiz do pintor e designer holandês Allaert Claesz. Ele então viajou para o sul da Holanda e se instalou em Antuérpia, primeiro com seu compatriota Jan Mandijn. 
Aertsen tornou-se membro da Guild Antuérpia de São Lucas. Nos livros oficiais ele é gravado como "Langhe Peter, schilder" (Peter alto, pintor). Em 1542 tornou-se um cidadão de Antuérpia. Ele também se casou com Kathelijne Beuckelaar. Dos oito filhos do casal, três, Pieter, Aert e Dirk se tornaram pintores de sucesso.
Aertsen voltou a Amsterdã em 1555-56. Alunos notáveis saíram de sua oficina, incluindo os sobrinhos de Stradanus e Aertsen, Joachim Beuckelaer e Huybrecht Beuckeleer. Joachim Beuckelaer continuou e desenvolveu o estilo de Aertsen e o assunto da pintura.